# 405 (tal)
405 är det naturliga talet som följer 404 och som följs av 406.

## Inom vetenskapen
- 405 Thia, en asteroid.

## Inom matematiken
- 405 är ett udda tal
- 405 är ett sammansatt tal
- 405 är ett defekt tal
- 405 är ett tridekagontal
- 405 är ett pentagonalt pyramidtal